# نجرانى اليماني (وشحة)

تعديل مصدري - تعديل

نجرانى اليماني هي إحدى قرى عزلة بني رزق بمديرية وشحة التابعة لمحافظة حجة، بلغ تعداد سكانها 39 نسمة حسب تعداد اليمن لعام 2004.